# Izz al-Din Abd al-Aziz
Izz al-Din Abd al-Aziz, död 1406, var en egyptisk regent. Han var sultan i mamlukdynastins Egypten mellan 1405 och 1405.